# Type 62 (mitragliatrice)
La Type 62 è una mitragliatrice media da 7,62 mm per la fanteria, progettata da Nittoku Metal Industries (azienda acquisita nel 1982 da Sumitomo Heavy Industries). 
Viene utilizzata come arma per la fanteria nei reparti della Forza terrestre di autodifesa giapponese. La Type 62 è una mitragliatrice multiuso, anche chiamata GPMG (general-purpose machine gun), che impiega munizioni 7,62 × 51 mm NATO. Nota anche come NTK-62, dove la sigla NTK indica il nome dell'azienda Nittoku Metal Industries.

## Progetto e sviluppo
Il progetto della Type 62 fu elaborato dall'ingegnere Masaya Kawamura della Nittoku Metal Industries (in giapponese Nittoku Kinzoku Kōgyō), azienda che nel 1982 fu acquisita da Sumitomo. Masaya Kawamura aveva un'ampia esperienza nella progettazione di mitragliatrici, avendo lavorato ad alcuni innovativi programmi prima e durante la guerra. Cercò quindi di fare tesoro delle lezioni apprese nel corso dei duri combattimenti nella battaglia di Okinawa, ottenendo un'arma consona alle esigenze dei soldati di fanteria.

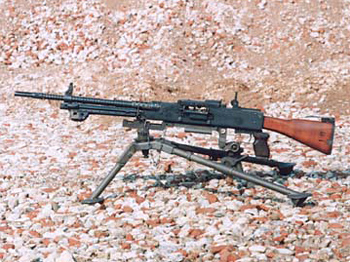
La Type 62 montata sul treppiede.

Lo sviluppo fu avviato nel 1954, e il primo prototipo fu completato nel 1956, ottenendo un'arma molto simile alla Type 99 che era stata impiegata ampiamente e con successo in guerra. Dopo la costruzione di altri due prototipi, nel 1958 e nel 1960, furono effettuati vari test, e la mitragliatrice venne dichiarata idonea e ufficialmente adottata nel 1962.

## Caratteristiche tecniche
La Type 62 è una mitragliatrice che usa un pistone a corsa lunga per il recupero di gas e il raffreddamento ad aria. La canna è integrata con la maniglia di trasporto, ed è dotata di alette di raffreddamento per ridurne il surriscaldamento. La cadenza di sparo può essere controllata modificando il dosaggio di gas tramite un regolatore. Una caratteristica peculiare è il meccanismo di chiusura dell'otturatore basculante con perno anteriore, che si chiude quando l'estremità anteriore è sollevata.

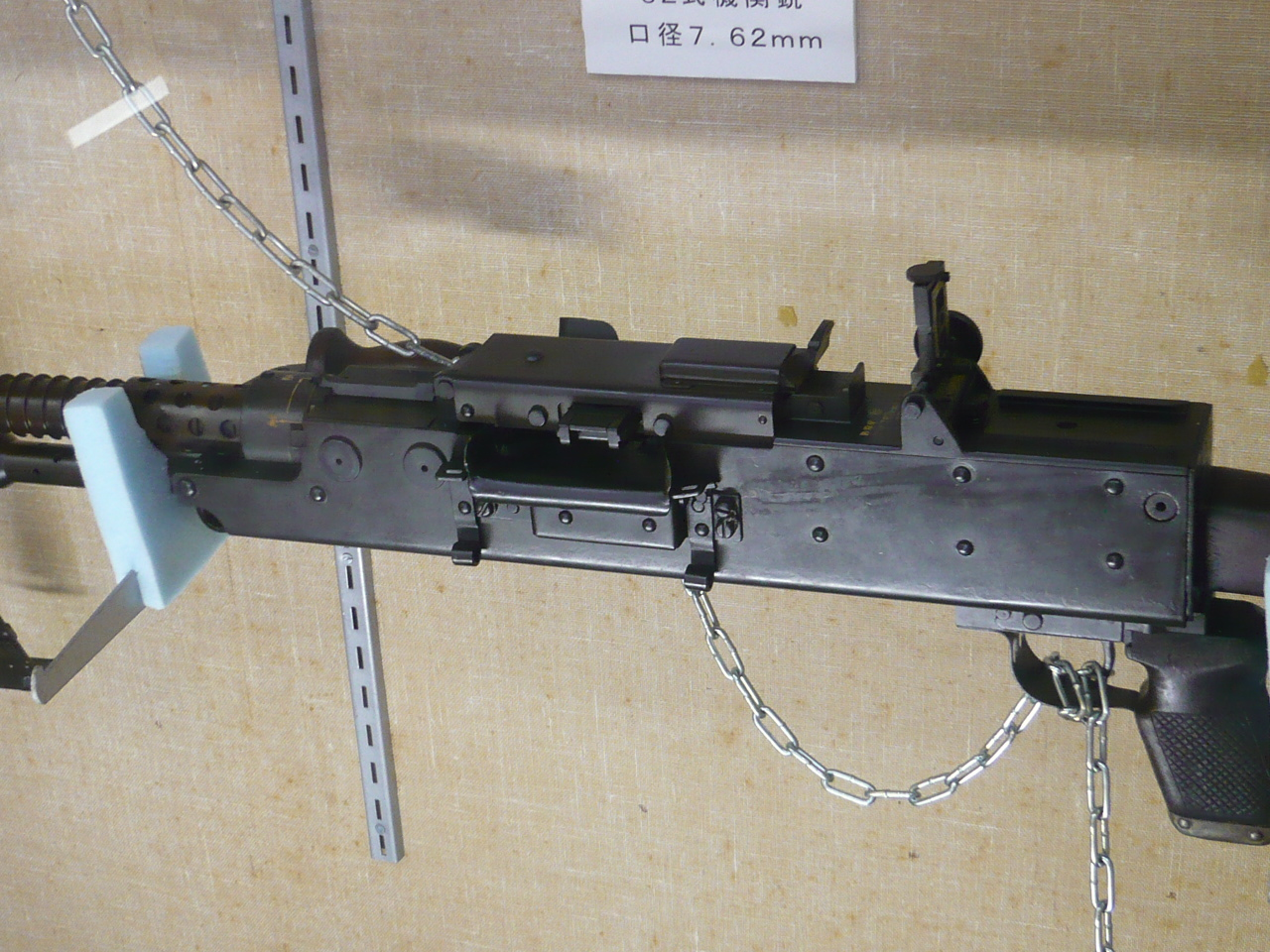
Vista in dettaglio della meccanica e della parte posteriore.

La mitragliatrice può essere montata su un bipiede fissato anteriormente, ma in alternativa anche su un più grosso treppiede agganciato alla parte centrale. Il munizionamento impiega i proiettili 7,62 × 51 mm NATO.